# Justice (album)
Justice – szósty album studyjny kanadyjskiego piosenkarza Justina Biebera. Wydawnictwo zostało wydane 19 marca 2021 roku nakładem wytwórni muzycznej Def Jam. Pierwszym singlem promującym album został wydany 18 września 2020 roku „Holy”. Kolejnymi singlami zostały utwory „Lonely”, „Anyone”, „Hold On” oraz „Peaches”.
17 października 2020 roku Bieber po raz pierwszy wykonał utwory „Holy” i „Lonely” podczas swojego występu jako gość muzyczny w programie Saturday Night Live.

## Lista utworów
| Edycja standardowa | Edycja standardowa                 | Edycja standardowa | Edycja standardowa                                           | Edycja standardowa |
| Nr                 | Tytuł utworu                       | Autorzy | Produkcja                                                    | Długość            |
| ------------------ | ---------------------------------- | --- | ------------------------------------------------------------ | ------------------ |
| 1.                 | „2 Much”                           | Justin Bieber, Gregory Eric Hein, Freddy Wexler, Gian Stone, Alexander Izquierdo, Sonny Moore, Christian Valentin Brunn, Josh Gudwin, Martin Luther King Jr. | Skrillex                                                     | 2:32               |
| 2.                 | „Deserve You”                      | Bieber, Andrew Watt, Ali Tamposi, Jon Bellion, Louis Bell, Michael Pollack                                                                                   | Andrew Watt, Louis Bell                                      | 3:07               |
| 3.                 | „As I Am” (Khalid)                 | Bieber, Hein, Ido Zmishlany, Scott Harris, Gudwin, Jordan K. Johnson, Stefan Johnson, Oliver Peterhof, Khalid Donnel Robinson                                | The Monsters & Strangerz, German, Josh Gudwin, Ido Zmishlany | 2:54               |
| 4.                 | „Off My Face”                      | Bieber, Jake Torrey, Tia Scola, Daniel James, Leah Haywood                                                                                                   | Dreamlab, Jake Torrey                                        | 2:36               |
| 5.                 | „Holy” (Chance the Rapper)         | Bieber, Bellion, Pollack, Jorgen Odegard, Tommy Lee Brown, Chancelor Johnathon Bennett, Anthony M. Jones, Steven Franks                                      | Bellion, Odegard, Pollack, Franks, Brown                     | 3:32               |
| 6.                 | „Unstable” (The Kid Laroi)         | Bieber, James Gutch, Hein, Rami Yacoub, Brittany Amaradio, Gudwin, Charlton Kenneth Jeffrey Howard                                                           | Jimmie Gutch, Aldae                                          | 2:38               |
| 7.                 | „MLK Interlude”                    | King Jr. | Martin Luther King Jr.                                       | 1:44               |
| 8.                 | „Die For You” (Dominic Fike)       | Bieber, Fike, Tamposi, Bellion, Bell | Watt, Bell                                                   | 3:18               |
| 9.                 | „Hold On”                          | Bieber, Watt, Tamposi, Bellion, Bell, Luiz Bonfá, Walter De Backer                                                                                           | Watt, Bell                                                   | 2:50               |
| 10.                | „Somebody”                         | Bieber, Moore, Bernard Harvey, Yacoub, Ilya Salmanzadeh, Ryan Tedder, Hein, Gudwin                                                                           | Skrillex, Harv, Ilya                                         | 2:59               |
| 11.                | „Ghost”                            | Bieber, Bellion, J. Johnson, S. Johnson, Michael Pollack | The Monsters & Strangerz, Bellion                            | 2:33               |
| 12.                | „Peaches” (Daniel Caesar & Giveon) | Bieber, Watt, Ashton Simmonds, Giveon Dezmann Evans, Bernard Harvey                                                                                          | Harv, Shndo                                                  | 3:18               |
| 13.                | „Love You Different” (Beam)        | Bieber, Izquierdo, Oliver Peterhof, Marcus Lomax, Whitney Phillips, Tyshane Thompson, Jordan Douglas                                                         | The Monsters & Strangerz, German, Gudwin                     | 3:06               |
| 14.                | „Loved by You” (Burna Boy)         | Bieber, Moore, Bellion, Jason Evigan, Amy Allen, Damini Ebunoluwa Ogulu                                                                                      | Skrillex, Jason Evigan, leriQ                                | 2:39               |
| 15.                | „Anyone”                           | Bieber, Bellion, Pollack, J. Johnson, S. Johnson, Watt, Izquierdo, Raúl Cubina                                                                               | Watt, Bellion                                                | 3:10               |
| 16.                | „Lonely” (Benny Blanco)            | Bieber, Blanco, Finneas O’Connell | Blanco, Finneas                                              | 2:29               |
|                    |                                    | |                                                              | 45:25              |

## Notowania i certyfikaty
| Lista przebojów (2021)              | Najwyższa pozycja |
| ----------------------------------- | ----------------- |
| Australia (ARIA Charts)             | 1                 |
| Austria (Ö3 Austria Top 40)         | 1                 |
| Belgia (Ultratop Flandria)          | 1                 |
| Belgia (Ultratop Walonia)           | 5                 |
| Czechy (ČNS IFPI)                   | 1                 |
| Dania (Album Top-40)                | 1                 |
| Finlandia (Suomen virallinen lista) | 1                 |
| Francja (SNEP)                      | 8                 |
| Hiszpania (PROMUSICAE)              | 2                 |
| Holandia (MegaCharts)               | 1                 |
| Irlandia (IRMA)                     | 1                 |
| Japonia (Oricon)                    | 22                |
| Kanada (Billboard Canadian Albums)  | 1                 |
| Litwa (AGATA)                       | 1                 |
| Niemcy (Media Control Charts)       | 4                 |
| Norwegia (VG-lista)                 | 1                 |
| Nowa Zelandia (Recorded Music NZ)   | 1                 |
| Polska (OLiS)                       | 6                 |
| Portugalia (AFP)                    | 2                 |
| Stany Zjednoczone (Billboard 200)   | 1                 |
| Szwajcaria (Alben Top 100)          | 4                 |
| Szwecja (Sverigetopplistan)         | 1                 |
| Węgry (MAHASZ)                      | 28                |
| Wielka Brytania (OCC)               | 2                 |
| Włochy (FIMI)                       | 4                 |

| Kraj                     | Certyfikat         | Sprzedaż |
| ------------------------ | ------------------ | -------- |
| Dania (IFPI Denmark)     | złota płyta        | 10 000+  |
| Nowa Zelandia (RMNZ)     | złota płyta        | 7 500+   |
| Polska (ZPAV)            | 2x platynowa płyta | 40 000+  |
| Stany Zjednoczone (RIAA) | złota płyta        | 500 000+ |
| Wielka Brytania (BPI)    | srebrna płyta      | 60 000+  |